# سونگ میونگ-گون
سونگ میونگ-گون (انگلیسی: Song Myung-geun؛ زادهٔ ۱۲ مارس ۱۹۹۳) بازیکن والیبال اهل کره جنوبی و عضو تیم ملی والیبال کره جنوبی است.